# Rabat-Salé-Kénitra
La région de Rabat-Salé-Kénitra (en arabe : الرباط - سلا - القنيطرة ; en berbère : Eṛṛbaṭ-Sla-Qniṭṛa, ⵕⵕⴱⴰⵟ-ⵙⵍⴰ-ⵇⵏⵉⵟⵕⴰ) est une des 12 régions du Maroc depuis le découpage territorial de 2015.
La région englobe notamment les communes de Skhirat, Rabat, Salé, Témara, Kénitra, Mechra Bel Ksiri, Sidi Kacem, Sidi Yahia, Sidi Slimane et Khemiset.
Son président depuis les élections de 2021 est Rachid El Abdi  (رشيد العبدي). Le Wali de la région est Mohamed Yacoubi.

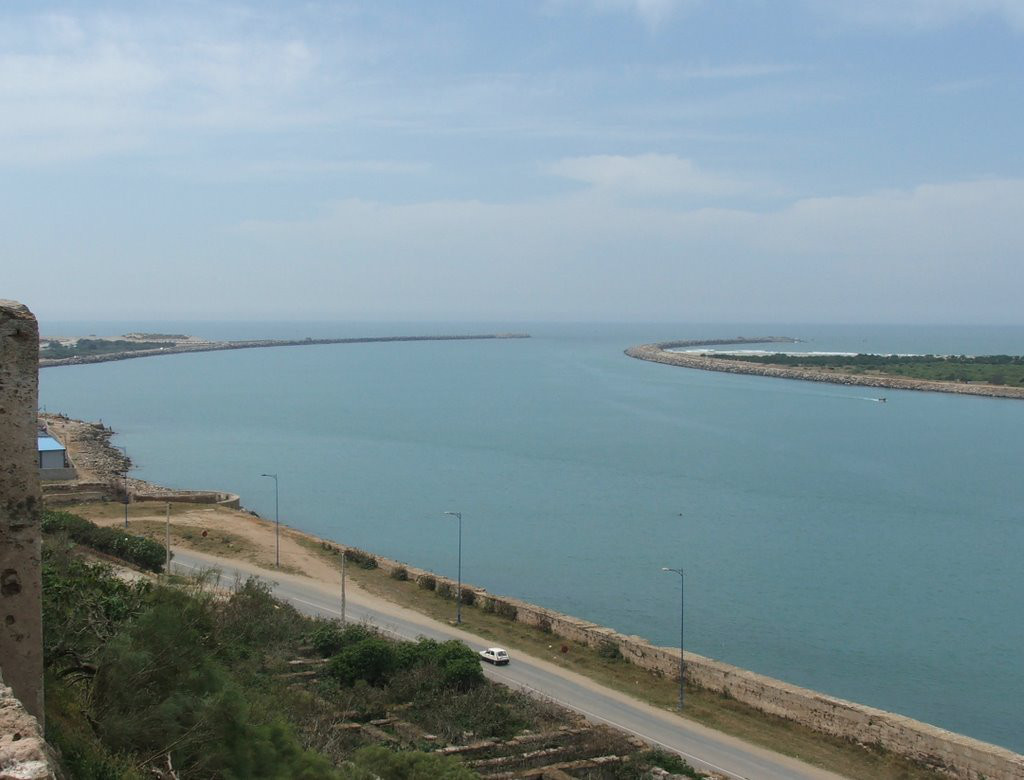
L'embouchure du fleuve Sebou.

## Administration et politique

### Division administrative
La région de Rabat-Salé-Kénitra est composée de trois préfectures et de quatre provinces : 
- la préfecture de Rabat
- la préfecture de Salé
- la préfecture de Skhirate-Témara
- la province de Sidi Kacem
- la province de Sidi Slimane
- la province de Kenitra
- la province de Khémisset

## Climat
Le climat est méditerranéen avec influence océanique sur les villes côtières, nettement méditerranéen dans les villes intérieures.

## Villes

### RabatetSalé
Rabat, capitale du Maroc, et Salé sont situées au nord ouest du royaume sur la façade atlantique.

### Kénitra
Troisième ville la plus importante de la région de Rabat-Salé-Kénitra, Kénitra est située au nord-ouest du Maroc, sur la rive sud du fleuve Sebou.

### Témara
Témara est une ville côtière qui possède sept plages. La plupart des employés qui travaillent à Rabat y habite. Elle a la plus grande usine de ciment de la région de Rabat-Salé-Kénitra. Elle se situe sur la rive de Oued Ikkem.

## Économie
La région produit 16,9 % du PIB du Maroc.

### Secteur tertiaire
L’économie du royaume est très diversifiée par rapport aux autres villes du Maghreb. Rabat-Salé-Kénitra est sa principale région économique après celle de Casablanca.

## Démographie et transport
En 2024, selon la dernière étude du HCP, la région compte 5,1 millions d'habitants.
La capacité d'hébergement de Rabat est en 2014 de 5842 lits.
Le réseau ferroviaire de Rabat-Salé-Kénitra regroupe plusieurs gares :
- la gare de Témara
- la gare de Rabat-Agdal
- la gare de Rabat-Ville
- la gare de Salé-Ville
- la gare de Salé-Tabriquet
- la gare de Bouknadel
- la gare de Kénitra-Ville
- la gare de Kénitra-Médina
- la gare de Skhirat
- la gare de Sidi Kacem
- la gare de Mechra Bel Ksiri
- la gare de Souk el Arbaa du Gharb
- la gare de Sidi Yahia du Gharb
- la gare de Sidi Taibi
- la gare de Sidi Slimane